# Канку
Канку е символът на киокушинкай и произлиза от Канку ката, което буквално се превежда като „гледащ в небето“. Катата започва, като се държат ръцете с подпрени показалци и палци на ръцете. Погледът се насочва през средата, с цел да се засили духовното и физическото единство. Изострените краища на символа „Канку“ са пръстите и предполага върховното.
Удебелената част на китките представлява мощта или силата, а центърът – процепът между дланите – предполага безкрайността или дълбочината. Вътрешният и външният кръг представляват непрекъснатото и кръгово движение.